# 小川一平 (野球)
小川 一平（おがわ いっぺい、1997年6月3日 - ）は、神奈川県逗子市出身のプロ野球選手（投手・育成選手）。右投右打。阪神タイガース所属。

## 経歴

### プロ入り前
逗子市立逗子小学校の2年時に「逗子オリーブス」で軟式野球を始めると、4年時から投手を務める。逗子市立逗子中学校在学中には、校内の軟式野球部に所属していた。
神奈川県立横須賀工業高等学校進学後は、2年時の秋からエースの座をつかんだものの、2年時の秋と3年時の春に相次ぎ、故障。3年時夏の神奈川大会では1回戦で完投勝利を収めたものの、2回戦で敗れたため、在学中は甲子園球場の全国大会と縁がなかった。
高校からの卒業後に熊本県の東海大学九州キャンパスへ進学したが、入学直後の2016年4月に熊本地震で被災。一時は、避難生活や実家への帰省を余儀なくされた。チームもこの年に九州大学野球のリーグ戦出場を辞退が、2年の春季リーグ戦から出場を再開すると、主にクローザーとして3勝を記録。先発でも完投勝利を記録したほか、チームを11年ぶりの全日本大学野球選手権出場に導いた。2年時の冬に大学日本代表候補の合宿に参加したが、先発へ本格的に転向した3年時の9月に腰痛を発症。4年時には、他の部員の不祥事により、チームが春季リーグ戦への出場を辞退ものの、秋季リーグ戦で敢闘賞を受賞した。
2019年度NPBドラフト会議にて阪神タイガースから6巡目指名を受け、契約金3000万円、年俸700万円（金額は推定）という条件で入団。担当スカウトは田中秀太で、背番号は66。

### プロ入り後
2020年シーズンには、二軍の春季キャンプを経て、オープン戦の後半から一軍に合流。合流後は対外試合に登板していなかったが、5月31日の紅白戦でストレートが自己最速の152km/hを記録したことから、一軍のセットアッパー候補として一躍注目された。その後の練習試合で他球団を相手に中継ぎの経験を積んだ末に、新人選手からただ1人開幕一軍入りを達成。大学から直接阪神へ入団した新人投手が開幕戦で一軍登録されるのは、日本大学から2000年に入団した吉野誠以来20年ぶりであった。6月20日に、読売ジャイアンツとの開幕カード第2戦（東京ドーム）7回裏に救援で公式戦へデビュー。しかし、暴投や自身の失策などをきっかけに5点を失ったため、二死を取っただけで降板を命じられた。以降も一軍公式戦13試合に救援で登板したが、防御率が一時10点以上に達するなど投球内容が安定せず、勝敗が付かないまま8月17日付で出場選手登録を抹消された。この年限りで現役を引退する藤川球児から一軍帯同中に投げ方を教わったフォークボールを新たな武器に、ウエスタン・リーグ公式戦5試合の登板で防御率1.50という成績を残したことから、9月3日に再び登録された。
2021年シーズンは初めて春季キャンプから一軍に帯同するも、開幕一軍のメンバーからは外れることとなった。6月8日に同年初登録されたが、登板機会のないまま同14日に再び登録を抹消された。その後、エキシビションマッチで好投するなどアピールを続け、8月22日に再昇格した。再昇格後は安定した投球を続け、岩貞祐太の不調により空席となっていた7回のマウンドをサウスポーの及川雅貴と共に担うようになった。9月8日の対東京ヤクルトスワローズ戦（阪神甲子園球場）の登板では、同点の場面でリリーフした直後の攻撃でチームが勝ち越したことでプロ初勝利を挙げた。その後はクライマックスシリーズまで一軍に帯同し続けた（CSでは登板なし）。
2022年シーズンは、開幕ローテーション入りを確実としていたジョー・ガンケルの調整が遅れたことによりオープン戦中盤から先発調整を始め、プロ入り3年目にして初の開幕ローテーション入りを果たした。その後再び中継ぎに配置転換となったが、4月13日の対中日ドラゴンズ戦（バンテリンドームナゴヤ）に先発を予定していた伊藤将司が試合当日に新型コロナウイルス陽性と診断されたことにより急遽代役として先発登板し、5回を2安打無失点に抑えた（勝ち負け付かず）。その後再び先発ローテーションに復帰したものの、同月25日に右肘の張りを訴え登録を抹消された。7月に実戦復帰し、二軍での登板を続けていたが、10月のフェニックス・リーグで右肘の張りが再発し、シーズン終了後の12月16日、右肘関節鏡視下手術および尺骨神経前方移行術を受けたことが球団から発表された。
2023年シーズンは、2月の春季キャンプでキャッチボールができるまでに回復。キャンプ中にブルペン入りするまでには至らなかったものの、6月には打撃投手を務め、7月2日のウエスタン・リーグ戦で実戦復帰を果たし、最速149km/hを計測した。しかし、シーズン中に一軍に上がることはなく、二軍でも7月9日の埼玉西武ライオンズ戦を最後に登板がなかった。9月21日に右肘内側側副靭帯再建術（トミー・ジョン手術）を受けた。オフの11月16日、契約更改交渉にて、育成選手として契約することに合意し、300万円減の推定年俸1000万円でサインした。背番号は122。
2024年シーズンは、1年間をリハビリに費やしたため試合出場はなく、オフの11月18日に150万円減の推定年俸850万円で契約を更改した。
2025年8月2日、およそ2年ぶりの実戦登板を果たす。

## 選手としての特徴
長身から投げ下ろす最速153km/hのストレートと、「パワーチェンジ」と自称する力強いチェンジアップが武器。スライダー、カットボールなどの変化球を織り交ぜている。藤川球児から直伝されたフォークボールも持っているという。

## 人物
ニックネームは、自身と同じ名前をブランド名に使用する明星食品のカップ麺シリーズにちなんで「一平ちゃん」。阪神入団後の報道でも、「虎の一平ちゃん」というフレーズが使われている。実際には、大学生時代に2週間に1回のペースで「一平ちゃん」のカップ焼きそばを食べていたとのことで、阪神と仮契約を結んだ際には「一平ちゃん」のテレビCMに出演することを目標に挙げていた。
大学1年時に熊本地震で被災した直後の帰省中には、渋谷のスクランブル交差点で、被災地への義援金を募る活動に参加していた。

## 詳細情報

### 年度別投手成績
| 年 度     | 球 団     | 登 板 | 先 発 | 完 投 | 完 封 | 無 四 球 | 勝 利 | 敗 戦 | セ 丨 ブ | ホ 丨 ル ド | 勝 率 | 打 者 | 投 球 回 | 被 安 打 | 被 本 塁 打 | 与 四 球 | 敬 遠 | 与 死 球 | 奪 三 振 | 暴 投 | ボ 丨 ク | 失 点 | 自 責 点 | 防 御 率 | W H I P |
| --------- | --------- | ----- | ----- | ----- | ----- | -------- | ----- | ----- | -------- | ----------- | ----- | ----- | -------- | -------- | ----------- | -------- | ----- | -------- | -------- | ----- | -------- | ----- | -------- | -------- | ------- |
| 2020      | 阪神      | 21    | 0     | 0     | 0     | 0        | 0     | 0     | 0        | 0           | ----  | 101   | 21.0     | 28       | 1           | 13       | 2     | 0        | 18       | 5     | 0        | 15    | 11       | 4.71     | 1.95    |
| 2021      | 阪神      | 19    | 0     | 0     | 0     | 0        | 1     | 0     | 0        | 2           | 1.000 | 83    | 21.1     | 15       | 2           | 7        | 0     | 0        | 19       | 0     | 0        | 7     | 7        | 2.95     | 1.03    |
| 2022      | 阪神      | 6     | 4     | 0     | 0     | 0        | 0     | 2     | 0        | 0           | .000  | 100   | 24.2     | 16       | 3           | 9        | 2     | 3        | 22       | 1     | 0        | 12    | 12       | 4.38     | 1.01    |
| 通算：3年 | 通算：3年 | 46    | 4     | 0     | 0     | 0        | 1     | 2     | 0        | 2           | .333  | 284   | 67.0     | 59       | 6           | 29       | 4     | 3        | 59       | 6     | 0        | 34    | 30       | 4.03     | 1.31    |

- 2024年度シーズン終了時

### 年度別守備成績
| 年 度 | 球 団 | 投手  | 投手  | 投手  | 投手  | 投手  | 投手     |
| 年 度 | 球 団 | 試 合 | 刺 殺 | 補 殺 | 失 策 | 併 殺 | 守 備 率 |
| ----- | ----- | ----- | ----- | ----- | ----- | ----- | -------- |
| 2020  | 阪神  | 21    | 0     | 4     | 1     | 0     | .800     |
| 2021  | 阪神  | 19    | 0     | 4     | 0     | 0     | 1.000    |
| 2022  | 阪神  | 6     | 1     | 5     | 0     | 0     | 1.000    |
| 通算  | 通算  | 46    | 1     | 13    | 1     | 0     | .933     |

- 2024年度シーズン終了時

### 記録
初記録
投手記録
- 初登板：2020年6月20日、対読売ジャイアンツ2回戦（東京ドーム）、7回裏に2番手で救援登板、2/3回 5失点（自責1）
- 初奪三振：同上、7回裏に吉川尚輝から空振り三振
- 初ホールド：2021年8月31日、対中日ドラゴンズ15回戦（阪神甲子園球場）、6回表に2番手で救援登板、1回無失点
- 初勝利：2021年9月8日、対東京ヤクルトスワローズ17回戦（阪神甲子園球場）、6回表に2番手で救援登板、1回無失点
- 初先発登板：2022年3月26日、対東京ヤクルトスワローズ2回戦（京セラドーム大阪）、5回2/3を4失点で敗戦投手

打撃記録
- 初打席：2022年3月26日、対東京ヤクルトスワローズ2回戦（京セラドーム大阪）、3回裏に高橋奎二から見逃し三振

### 背番号
- 66（2020年[10] - 2023年）
- 122（2024年[35] - ）

### 登場曲
- 「ハレルヤ!!!!」GReeeeN（2020年）
- 「Believer」Imagine Dragons（2021年 - ）